# Krigsåret 1751

## Pågående krig
- Andra karamatiska kriget (1749-1754)[1]
  - Frankrike på ena sidan
  - Storbritannien på andra sidan